# СМС Тегетхоф
СМС Тегетхоф био је аустроугарски дреднот бојни брод класе Тегетоф. Добио је име по Тегетофу, аустријском адмиралу из XIX века. Саграђен је у Трсту, 1912. године. Након Првог светског рата предан је Италијанима који су га задржали као ратни трофеј, али су касније били приморани изрезати га и продан у старо гвожђе зато што им Савезници нису дозволили да га задрже.
Дана 25. марта 1919. Италијани су одржали велику „победничку параду“ у Венецији где су приказали овај брод уз остале.